# FK Sliven
FK Sliven (Bulgaars: ФК Сливен) was een Bulgaarse voetbalclub uit Sliven.

## Geschiedenis
In 1949 werd de club opgericht als DNV Sliven en speelde onder de hoede van het Bulgaarse leger. Voor de Tweede Wereldoorlog werd er ook al gevoetbald in Sliven met onder andere Asenovets Sliven. Deze club plaatste zich in 1924/25 voor de nationale eindronde, maar trok zich voor de wedstrijd terug. Van 1952 tot 1955 speelde de club als DNA Sliven, In 1956 als SKNA en van 1957 tot 1963 als General Zaimov. Vanaf 1953 speelde de club in de tweede klasse. Na degradatie in 1961 promoveerde de club meteen terug en kon in 1963 zelfs promotie afdwingen voor de hoogste klasse. 
Halverwege het seizoen 1963/64 werd de naam gewijzigd in Mlada Gvardija. Tijdens het seizoen 1964/65 fusioneerde de club met tweedeklasser Chadzji Dimitar (de naamgever van het stadion) tot FK Sliven. Het fusiejaar was geen succes en Sliven degradeerde uit de hoogste klasse. De club keerde eenmalig terug voor seizoen 1967/68 en promoveerde dan in 1974 terug, ditmaal zou de club 19 seizoen onafgebroken in de hoogste divisie verblijven. In het eerste seizoen eindigde Sliven op een verdienstelijke 8e plaats. Na enkele jaren middenmoot moest de club het gevecht tegen degradatie opnieuw opnemen, een strijd die elk jaar gewonnen werd. In 1982/83 werd de club dan zesde en vestigde zich ook de volgende jaren in de middenmoot. In 1983/84 werd de club derde in de competitie (na bestuurlijke beslissingen op het einde van het seizoen) en kwalificeerde zich hiermee voor de UEFA Cup voor het seizoen 1984/85. In 2000 herriep de Bulgaarse voetbalbond deze beslissing en werd de oorspronkelijke eindstand hersteld waarin Sliven als zevende geklasseerd stond. In 1990 won de club de bekerfinale van CSKA Sofia en mocht zo deelnemen aan de Europacup II waar het topclub Juventus trof en verloor. Na nog een zesde plaats in 1992 degradeerde de club onverwacht het volgende seizoen. De volgende seizoenen ging het minder goed en Sliven verdween naar de derde klasse. In 1998 ging de club failliet. In 2000 werd opvolger OFC Sliven 2000 opgericht. 

## Erelijst
- Beker van Bulgarije

1990

## In Europa
Uitslagen vanuit gezichtspunt FK Sliven
| Seizoen | Competitie   | Ronde | Land                 | Club                    | Totaalscore | 1e W    | 2e W    | PUC |
| ------- | ------------ | ----- | -------------------- | ----------------------- | ----------- | ------- | ------- | --- |
| 1984/85 | UEFA Cup     | 1R    | Vlag van Joegoslavië | FK Željezničar Sarajevo | 2-5         | 1-0 (T) | 1-5 (U) | 2.0 |
| 1990/91 | Europacup II | 1R    | Vlag van Italië      | Juventus FC             | 1-8         | 0-2 (T) | 1-6 (U) | 0.0 |

Totaal aantal punten voor UEFA coëfficiënten: 2.0